# 芬施鬃林鸭
芬施鬃林鸭（学名：Chenonetta finschi）是雁形目鸭科鬃林鸭属的一种已灭绝鸟类，其体型较大而翼缩短，很可能不具有飞行能力。该物种原分布在新西兰，估计最晚在1860年左右因栖息地破坏、物种入侵和人类捕食而灭绝。

## 分类及命名
该物种最早被皮埃尔-约瑟夫·凡·贝内登描述并归类为鸭属，学名为Anas finschi，经过一系列研究后，贝内登认为其与尖羽树鸭及中新世灭绝的欧洲物种Mionetta blanchardi较为接近，新西兰鸟类学家Walter Oliver将其提升为单型属Euryanas，现认为其与鬃林鸭关系较近，并归入当前的鬃林鸭属。其种小名系纪念德国地理学家及动物学家奥陶·芬施，其为该物种的发现及研究作出了颇丰的贡献。

## 特征
该物种是一种体型较大的鸭，体型可能与绿头鸭相当或略小，体长56–65厘米，体重1–2千克，明显大于其近亲，约800克的鬃林鸭，翼短，腿强而有力。

## 分布及生境
该物种是新西兰特有物种，人类定居之前其在新西兰广泛分布，是新西兰南岛和北岛的第四紀化石埋藏中最常见的物种之一，一些地点发掘出的该种化石甚至数以百计，当地的古环境为草原及灌丛生态系统，并且其为该类古环境中的关键种。该物种可能是几乎完全陆生的，极少在水域中活动，与其近亲鬃林鸭相似而与大多数鸭不同。

## 行为及生态
该物种在灭绝前的2.5万年中翼长极大地缩短，而体型则没有明显变化，佐证其很可能发生了失去飞行能力的特化，古生物学研究显示，自晚更新期至全新世晚期，该物种的翼长减少了10%。从喙的结构来看，该物种很可能主要是植食性，但根据生境推测，其有时可能也取食昆虫。该物种可能在洞穴、倒下的树干及岩石之下等地筑巢。由于缺少天敌，其可能改变了繁殖策略，与更偏向r策略的鬃林鸭（每窝平均产卵10只）不同，该物种可能采取生育较少后代的K策略。

## 灭绝
该物种的灭绝可能是由于栖息地丧失、入侵物种波利尼西亚鼠的捕食和人类的捕食，分析表明，波利尼西亚人在新西兰定居之前，该物种就已开始衰退，并且随着人类定居，该物种的分布范围缩减，数量大大减少，生境也发生了改变。也即，其灭绝最初并非由人类活动引起，但人类活动促进了这一过程并导致了最终的结果。另一方面，没有证据可以证明禽流感或气候变化与该物种的灭绝有关。
该物种的灭绝时间可能在1250–1860年之间。尽管估计的下界晚于欧洲殖民者「发现」澳大利亚，但早期的欧洲博物学家并没有关于该物种的可信记录。